# Jimmy "Bo" Horne
Jimmie Horace Horne Jr. (West Palm Beach, 28 de setembro de 1949), mais conhecido pelo nome artístico de Jimmy "Bo" Horne, é um músico e cantor norte-americano.

## Biografia
Filho único de um casal de professores, "Bo" Horne experimentou durante a era disco da década de 1970 sucesso comercial. Seu maior hit é "Dance Across the Floor", essa é sua única canção a alcançar o Top 10 Black da Billboard, no ano de 1978. Escrita e produzida por Harry Wayne Casey (do KC and the Sunshine Band), essa canção foi sampleada por diversos rappers nas décadas seguintes. No mesmo ano, "Let me (Let Me Be Your Lover)" teve sucesso nas paradas norte-americanas. A canção seria sampleada anos depois pelo grupo de hip hop britânico Stereo MCs, em "Connected". Outro sucesso do "Bo" Horne foi "You Get Me Hot", em 1979. Embora tivesse sido lançada como lado B de "Spank", a canção chegou ao Top 20 Black da Billboard e foi tocada em muitas casas noturnas da época. Já "Spank" ganhou destaque no filme Studio 54. O último single de "Bo" Horne foi "Is It In", já em 1980.

## Discografia
- 1978 - Dance Across The Floor - #23 (Billboard Black Albums) e 122# (Billboard Pop Albums)
- 1979 - Goin' Home For Love - #42 (Billboard Black Albums)
- 1994 - Gonna Be Your Lover

### Principais Canções
- 1975 Gimme Some (Part One) # 47 (Billboard Black Singles), #8 (Billboard Club Play Singles) e #3 (Billboard Disco Singles)
- 1977 Get Happy #46 ((Billboard Black Singles) e #19 (Billboard Club Play Singles)
- 1978 Dance Across The Floor #8 ((Billboard Black Singles) e #38 (Billboard Pop Singles)
- 1978 Let Me (Let Me Be Your Lover) #60 (Billboard Black Singles)
- 1979 Spank #48 (Billboard Club Play Singles) e #55 (Billboard Black Singles)
- 1979 You Get Me Hot #18 (Billboard Black Singles)
- 1980 Is It In #77 (Billboard  Black Singles) e #32 (Billboard Club Play Singles)
- 1980 Without You #78 (Billboard Black Singles)